# 先锋股份商业银行
先锋股份商业银行，通称TPBank（先锋银行、前锋银行），是越南的民营股份制银行，成立于2008年5月5日。股东包括DOJI金银珠宝集团、FPT集团、越南再保险总公司、国际金融公司、SBI Ven控股私人投资有限公司、PYN Elite Fund等。
先锋银行的数字化服务获得业界认可，多次由《{{le|亚洲银行家|The Asian Bank>. Báo Pháp luật Việt Nam điện tử. 2023-03-29  [2023-06-26]. （原始内容[httphs://web.archive.org/web/202304061020556/https://baophapluat.vn/post-4708220.html 存档]于2023-04-06） （越南语）.</ref>。